# Qualificazioni al campionato mondiale di calcio 1994 - AFC
Sono elencate di seguito le date e i risultati della zona asiatica (AFC) per le qualificazioni al mondiale del 1994.

## Formula
30 membri FIFA: due turni di qualificazione per due posti disponibili per la fase finale.
- Primo turno - 6 gruppi di qualificazione composti da cinque squadre (la  Birmania e il  Nepal si ritirano senza aver giocato alcun match), con partite di andata e ritorno. La vincente di ogni gruppo accede al secondo turno;
- Secondo turno - 1 gruppo di qualificazione, con partite di sola andata giocate tutte in Qatar. Le prime due classificate si qualificano alla fase finale.

## Primo Turno

### Gruppo A
| Data           | Luogo   | Squadra 1 | Risultato | Squadra 2 |
| -------------- | ------- | --------- | --------- | --------- |
| 22 maggio 1993 | Irbid   | Giordania | 1 - 1     | Yemen     |
| 22 maggio 1993 | Irbid   | Pakistan  | 2 - 0     | Cina      |
| 24 maggio 1993 | Irbid   | Giordania | 1 - 1     | Iraq      |
| 24 maggio 1993 | Irbid   | Yemen     | 1 - 2     | Pakistan  |
| 26 maggio 1993 | Irbid   | Giordania | 0 - 3     | Cina      |
| 26 maggio 1993 | Irbid   | Yemen     | 1 - 6     | Iraq      |
| 28 maggio 1993 | Irbid   | Pakistan  | 0 - 8     | Iraq      |
| 28 maggio 1993 | Irbid   | Yemen     | 1 - 0     | Cina      |
| 30 maggio 1993 | Irbid   | Giordania | 3 - 1     | Pakistan  |
| 30 maggio 1993 | Irbid   | Iraq      | 1 - 0     | Cina      |
| 12 giugno 1993 | Chengdu | Yemen     | 1 - 1     | Giordania |
| 12 giugno 1993 | Chengdu | Cina      | 3 - 0     | Pakistan  |
| 14 giugno 1993 | Chengdu | Iraq      | 4 - 0     | Giordania |
| 14 giugno 1993 | Chengdu | Pakistan  | 0 - 3     | Yemen     |
| 16 giugno 1993 | Chengdu | Cina      | 4 - 1     | Giordania |
| 16 giugno 1993 | Chengdu | Iraq      | 3 - 0     | Yemen     |
| 18 giugno 1993 | Chengdu | Iraq      | 4 - 0     | Pakistan  |
| 18 giugno 1993 | Chengdu | Cina      | 1 - 0     | Yemen     |
| 20 giugno 1993 | Chengdu | Pakistan  | 0 - 5     | Giordania |
| 20 giugno 1993 | Chengdu | Cina      | 2 - 1     | Iraq      |

| Pos | Squadra   | Pti | G | V | N | P | GF | GS | DR  |
| --- | --------- | --- | - | - | - | - | -- | -- | --- |
| 1   | Iraq      | 13  | 8 | 6 | 1 | 1 | 28 | 4  | +24 |
| 2   | Cina      | 12  | 8 | 6 | 0 | 2 | 18 | 4  | +14 |
| 3   | Yemen     | 8   | 8 | 3 | 2 | 3 | 12 | 13 | -1  |
| 4   | Giordania | 7   | 8 | 2 | 3 | 3 | 12 | 15 | -3  |
| 5   | Pakistan  | 4   | 8 | 2 | 0 | 6 | 2  | 36 | -34 |

 Iraq qualificato.

### Gruppo B
| Data           | Luogo   | Squadra 1     | Risultato | Squadra 2     |
| -------------- | ------- | ------------- | --------- | ------------- |
| 23 giugno 1993 | Teheran | Iran          | 0 - 0     | Oman          |
| 23 giugno 1993 | Teheran | Taipei cinese | 0 - 2     | Siria         |
| 25 giugno 1993 | Teheran | Oman          | 0 - 0     | Siria         |
| 25 giugno 1993 | Teheran | Iran          | 6 - 0     | Taipei cinese |
| 27 giugno 1993 | Teheran | Oman          | 2 - 1     | Taipei cinese |
| 27 giugno 1993 | Teheran | Iran          | 1 - 1     | Siria         |
| 2 luglio 1993  | Damasco | Oman          | 0 - 1     | Iran          |
| 2 luglio 1993  | Damasco | Siria         | 8 - 1     | Taipei cinese |
| 4 luglio 1993  | Damasco | Siria         | 2 - 1     | Oman          |
| 4 luglio 1993  | Damasco | Taipei cinese | 0 - 6     | Iran          |
| 7 luglio 1993  | Damasco | Taipei cinese | 1 - 7     | Oman          |
| 7 luglio 1993  | Damasco | Siria         | 1 - 1     | Iran          |

| Pos | Squadra       | Pti      | G        | V        | N        | P        | GF       | GS       | DR       |
| --- | ------------- | -------- | -------- | -------- | -------- | -------- | -------- | -------- | -------- |
| 1   | Iran          | 9        | 6        | 3        | 3        | 0        | 15       | 2        | +13      |
| 2   | Siria         | 9        | 6        | 3        | 3        | 0        | 14       | 4        | +10      |
| 3   | Oman          | 6        | 6        | 2        | 2        | 2        | 10       | 5        | +5       |
| 4   | Taipei cinese | 0        | 6        | 0        | 0        | 6        | 3        | 31       | -28      |
| -   | Birmania      | Ritirato | Ritirato | Ritirato | Ritirato | Ritirato | Ritirato | Ritirato | Ritirato |

 Iran qualificato.

### Gruppo C
| Data           | Luogo     | Squadra 1      | Risultato | Squadra 2      |
| -------------- | --------- | -------------- | --------- | -------------- |
| 9 aprile 1993  | Doha      | Qatar          | 3 - 1     | Indonesia      |
| 9 aprile 1993  | Doha      | Corea del Nord | 3 - 0     | Vietnam        |
| 11 aprile 1993 | Doha      | Corea del Nord | 2 - 1     | Singapore      |
| 11 aprile 1993 | Doha      | Qatar          | 4 - 0     | Vietnam        |
| 13 aprile 1993 | Doha      | Corea del Nord | 4 - 0     | Indonesia      |
| 13 aprile 1993 | Doha      | Vietnam        | 2 - 3     | Singapore      |
| 16 aprile 1993 | Doha      | Qatar          | 4 - 1     | Singapore      |
| 16 aprile 1993 | Doha      | Vietnam        | 1 - 0     | Indonesia      |
| 18 aprile 1993 | Doha      | Indonesia      | 0 - 2     | Singapore      |
| 18 aprile 1993 | Doha      | Qatar          | 1 - 2     | Corea del Nord |
| 24 aprile 1993 | Singapore | Indonesia      | 1 - 4     | Qatar          |
| 24 aprile 1993 | Singapore | Vietnam        | 0 - 1     | Corea del Nord |
| 26 aprile 1993 | Singapore | Singapore      | 1 - 3     | Corea del Nord |
| 26 aprile 1993 | Singapore | Vietnam        | 0 - 4     | Qatar          |
| 28 aprile 1993 | Singapore | Indonesia      | 1 - 2     | Corea del Nord |
| 28 aprile 1993 | Singapore | Singapore      | 1 - 0     | Vietnam        |
| 30 aprile 1993 | Singapore | Singapore      | 1 - 0     | Qatar          |
| 30 aprile 1993 | Singapore | Indonesia      | 2 - 1     | Vietnam        |
| 2 maggio 1993  | Singapore | Singapore      | 2 - 1     | Indonesia      |
| 2 maggio 1993  | Singapore | Corea del Nord | 2 - 2     | Qatar          |

| Pos | Squadra        | Pti | G | V | N | P | GF | GS | DR  |
| --- | -------------- | --- | - | - | - | - | -- | -- | --- |
| 1   | Corea del Nord | 15  | 8 | 7 | 1 | 0 | 19 | 6  | +13 |
| 2   | Qatar          | 11  | 8 | 5 | 1 | 2 | 22 | 8  | +14 |
| 3   | Singapore      | 10  | 8 | 5 | 0 | 3 | 12 | 12 | 0   |
| 4   | Indonesia      | 2   | 8 | 1 | 0 | 7 | 6  | 19 | -13 |
| 5   | Vietnam        | 2   | 8 | 1 | 0 | 7 | 4  | 18 | -14 |

 Corea del Nord qualificata.

### Gruppo D
| Data           | Luogo  | Squadra 1     | Risultato | Squadra 2     |
| -------------- | ------ | ------------- | --------- | ------------- |
| 7 maggio 1993  | Beirut | Libano        | 2 - 2     | India         |
| 7 maggio 1993  | Beirut | Hong Kong     | 2 - 1     | Bahrein       |
| 9 maggio 1993  | Beirut | Bahrein       | 0 - 0     | Corea del Sud |
| 9 maggio 1993  | Beirut | Libano        | 2 - 2     | Hong Kong     |
| 11 maggio 1993 | Beirut | India         | 1 - 2     | Hong Kong     |
| 11 maggio 1993 | Beirut | Libano        | 0 - 1     | Corea del Sud |
| 13 maggio 1993 | Beirut | Libano        | 0 - 0     | Bahrein       |
| 13 maggio 1993 | Beirut | India         | 0 - 3     | Corea del Sud |
| 15 maggio 1993 | Beirut | Hong Kong     | 0 - 3     | Corea del Sud |
| 15 maggio 1993 | Beirut | Bahrein       | 2 - 1     | India         |
| 5 giugno 1993  | Seul   | Corea del Sud | 4 - 1     | Hong Kong     |
| 5 giugno 1993  | Seul   | Bahrein       | 0 - 0     | Libano        |
| 7 giugno 1993  | Seul   | India         | 0 - 3     | Bahrein       |
| 7 giugno 1993  | Seul   | Corea del Sud | 2 - 0     | Libano        |
| 9 giugno 1993  | Seul   | Hong Kong     | 1 - 2     | Libano        |
| 9 giugno 1993  | Seul   | Corea del Sud | 7 - 0     | India         |
| 11 giugno 1993 | Seul   | India         | 1 - 2     | Libano        |
| 11 giugno 1993 | Seul   | Bahrein       | 3 - 0     | Hong Kong     |
| 13 giugno 1993 | Seul   | Corea del Sud | 3 - 0     | Bahrein       |
| 13 giugno 1993 | Seul   | Hong Kong     | 1 - 3     | India         |

| Pos | Squadra       | Pti | G | V | N | P | GF | GS | DR  |
| --- | ------------- | --- | - | - | - | - | -- | -- | --- |
| 1   | Corea del Sud | 15  | 8 | 7 | 1 | 0 | 23 | 1  | +22 |
| 2   | Bahrein       | 9   | 8 | 3 | 3 | 2 | 9  | 6  | +3  |
| 3   | Libano        | 8   | 8 | 2 | 4 | 2 | 8  | 9  | -1  |
| 4   | Hong Kong     | 5   | 8 | 2 | 1 | 5 | 9  | 19 | -10 |
| 5   | India         | 3   | 8 | 1 | 1 | 6 | 8  | 22 | -14 |

 Corea del Sud qualificata.

### Gruppo E
| Data           | Luogo        | Squadra 1      | Risultato | Squadra 2      |
| -------------- | ------------ | -------------- | --------- | -------------- |
| 1º maggio 1993 | Kuala Lumpur | Macao          | 0 - 6     | Arabia Saudita |
| 1º maggio 1993 | Kuala Lumpur | Malaysia       | 1 - 1     | Kuwait         |
| 3 maggio 1993  | Kuala Lumpur | Macao          | 1 - 10    | Kuwait         |
| 3 maggio 1993  | Kuala Lumpur | Malaysia       | 1 - 1     | Arabia Saudita |
| 5 maggio 1993  | Kuala Lumpur | Kuwait         | 0 - 0     | Arabia Saudita |
| 5 maggio 1993  | Kuala Lumpur | Malaysia       | 9 - 0     | Macao          |
| 14 maggio 1993 | Riyadh       | Kuwait         | 2 - 0     | Malaysia       |
| 14 maggio 1993 | Riyadh       | Arabia Saudita | 8 - 0     | Macao          |
| 16 maggio 1993 | Riyadh       | Kuwait         | 8 - 0     | Macao          |
| 16 maggio 1993 | Riyadh       | Arabia Saudita | 3 - 0     | Malaysia       |
| 18 maggio 1993 | Riyadh       | Macao          | 0 - 5     | Malaysia       |
| 18 maggio 1993 | Riyadh       | Arabia Saudita | 2 - 0     | Kuwait         |

| Pos | Squadra        | Pti      | G        | V        | N        | P        | GF       | GS       | DR       |
| --- | -------------- | -------- | -------- | -------- | -------- | -------- | -------- | -------- | -------- |
| 1   | Arabia Saudita | 10       | 6        | 4        | 2        | 0        | 20       | 1        | +19      |
| 2   | Kuwait         | 8        | 6        | 3        | 2        | 1        | 21       | 4        | +17      |
| 3   | Malaysia       | 6        | 6        | 2        | 2        | 2        | 16       | 7        | +9       |
| 4   | Macao          | 0        | 6        | 0        | 0        | 6        | 1        | 46       | -45      |
| -   | Nepal          | Ritirato | Ritirato | Ritirato | Ritirato | Ritirato | Ritirato | Ritirato | Ritirato |

 Arabia Saudita qualificata.

### Gruppo F
| Data           | Luogo | Squadra 1           | Risultato | Squadra 2           |
| -------------- | ----- | ------------------- | --------- | ------------------- |
| 8 aprile 1993  | Tokyo | Giappone            | 1 - 0     | Thailandia          |
| 8 aprile 1993  | Tokyo | Sri Lanka           | 0 - 4     | Emirati Arabi Uniti |
| 11 aprile 1993 | Tokyo | Giappone            | 8 - 0     | Bangladesh          |
| 11 aprile 1993 | Tokyo | Thailandia          | 1 - 0     | Sri Lanka           |
| 13 aprile 1993 | Tokyo | Sri Lanka           | 0 - 1     | Bangladesh          |
| 13 aprile 1993 | Tokyo | Thailandia          | 0 - 1     | Emirati Arabi Uniti |
| 15 aprile 1993 | Tokyo | Giappone            | 5 - 0     | Sri Lanka           |
| 15 aprile 1993 | Tokyo | Bangladesh          | 0 - 1     | Emirati Arabi Uniti |
| 18 aprile 1993 | Tokyo | Giappone            | 2 - 0     | Emirati Arabi Uniti |
| 18 aprile 1993 | Tokyo | Thailandia          | 4 - 1     | Bangladesh          |
| 28 aprile 1993 | Dubai | Thailandia          | 0 - 1     | Giappone            |
| 28 aprile 1993 | Dubai | Emirati Arabi Uniti | 3 - 0     | Sri Lanka           |
| 30 aprile 1993 | Dubai | Bangladesh          | 1 - 4     | Giappone            |
| 30 aprile 1993 | Dubai | Emirati Arabi Uniti | 2 - 1     | Thailandia          |
| 3 maggio 1993  | Dubai | Emirati Arabi Uniti | 7 - 0     | Bangladesh          |
| 3 maggio 1993  | Dubai | Sri Lanka           | 0 - 3     | Thailandia          |
| 5 maggio 1993  | Dubai | Bangladesh          | 1 - 4     | Thailandia          |
| 5 maggio 1993  | Dubai | Sri Lanka           | 0 - 6     | Giappone            |
| 7 maggio 1993  | Dubai | Bangladesh          | 3 - 0     | Sri Lanka           |
| 7 maggio 1993  | Dubai | Emirati Arabi Uniti | 1 - 1     | Giappone            |

| Pos | Squadra             | Pti | G | V | N | P | GF | GS | DR  |
| --- | ------------------- | --- | - | - | - | - | -- | -- | --- |
| 1   | Giappone            | 15  | 8 | 7 | 1 | 0 | 28 | 2  | +26 |
| 2   | Emirati Arabi Uniti | 13  | 8 | 6 | 1 | 1 | 19 | 4  | +15 |
| 3   | Thailandia          | 8   | 8 | 4 | 0 | 4 | 13 | 7  | +6  |
| 4   | Bangladesh          | 4   | 8 | 2 | 0 | 6 | 7  | 28 | -21 |
| 5   | Sri Lanka           | 0   | 8 | 0 | 0 | 8 | 0  | 26 | -26 |

 Giappone qualificato.

## Secondo turno
| Data            | Luogo | Squadra 1      | Risultato | Squadra 2      |
| --------------- | ----- | -------------- | --------- | -------------- |
| 15 ottobre 1993 | Doha  | Corea del Nord | 3 - 2     | Iraq           |
| 15 ottobre 1993 | Doha  | Arabia Saudita | 0 - 0     | Giappone       |
| 16 ottobre 1993 | Doha  | Iran           | 0 - 3     | Corea del Sud  |
| 18 ottobre 1993 | Doha  | Corea del Nord | 1 - 2     | Arabia Saudita |
| 18 ottobre 1993 | Doha  | Giappone       | 1 - 2     | Iran           |
| 19 ottobre 1993 | Doha  | Iraq           | 2 - 2     | Corea del Sud  |
| 21 ottobre 1993 | Doha  | Corea del Nord | 0 - 3     | Giappone       |
| 22 ottobre 1993 | Doha  | Iraq           | 2 - 1     | Iran           |
| 22 ottobre 1993 | Doha  | Corea del Sud  | 1 - 1     | Arabia Saudita |
| 24 ottobre 1993 | Doha  | Iraq           | 1 - 1     | Arabia Saudita |
| 25 ottobre 1993 | Doha  | Giappone       | 1 - 0     | Corea del Sud  |
| 25 ottobre 1993 | Doha  | Iran           | 2 - 1     | Corea del Nord |
| 28 ottobre 1993 | Doha  | Corea del Sud  | 3 - 0     | Corea del Nord |
| 28 ottobre 1993 | Doha  | Arabia Saudita | 4 - 3     | Iran           |
| 28 ottobre 1993 | Doha  | Iraq           | 2 - 2     | Giappone       |

| Pos | Squadra        | Pti | G | V | N | P | GF | GS | DR |
| --- | -------------- | --- | - | - | - | - | -- | -- | -- |
| 1   | Arabia Saudita | 7   | 5 | 2 | 3 | 0 | 8  | 6  | +2 |
| 2   | Corea del Sud  | 6   | 5 | 2 | 2 | 1 | 9  | 4  | +5 |
| 3   | Giappone       | 6   | 5 | 2 | 2 | 1 | 7  | 4  | +3 |
| 4   | Iraq           | 5   | 5 | 1 | 3 | 1 | 9  | 9  | 0  |
| 5   | Iran           | 4   | 5 | 2 | 0 | 3 | 8  | 11 | -3 |
| 6   | Corea del Nord | 2   | 5 | 1 | 0 | 4 | 5  | 12 | -7 |

 Arabia Saudita e   Corea del Sud qualificate.